# دموع البقار
دموع إبراهيم البقار (من مواليد 7 أبريل 1990) هي حكم كرة قدم لبنانية في البطولة اللبنانية لكرة القدم للسيدات.
بدأت دموع البقار كلاعبة ومدربة، وأصبحت حكماً في عام 2014. بالإضافة إلى مباريات السيدات، أدارت مباريات الرجال محلياً على مستوى الكبار والشباب. أدارت البكار أيضًا العديد من المسابقات الدولية، مثل بطولة التصفيات الأولمبية للسيدات، وبطولة اتحاد غرب آسيا لكرة القدم للسيدات، ودورة الجامعات الصيفية 2017. وكانت حكم المسابقة الأخيرة في المباراة النهائية.

## النشأة
ولدت في 7 أبريل 1990 في طرابلس، لبنان، بدأت كلاعبة في عمر 16 عامًا، ولعبت لمدة ثماني سنوات قبل أن تصبح مدربة.

## عملها في التحكيم
اهتمت بالتحكيم في عام 2014، عندما حضرت دورة تدريبية بعنوان «حكام الغد»، نظمها الاتحاد اللبناني لكرة القدم (LFA) بالتعاون مع محاضرين من الاتحاد الآسيوي لكرة القدم (AFC). وذكرت أن هناك ثماني سيدات شاركن في الجلسة، وكانت المرأة الوحيدة التي اجتازت اختبار اللياقة البدنية.
بدأت بإدارة مباريات السيدات محليًا في 2014، في كلٍ من دوري الشباب والبطولة اللبنانية لكرة القدم للسيدات. في عام 2016، حصلت دموع البكار على شارة الفيفا. [شاركت في بطولة الجامعات الصيفية لعام 2017 في تايبيه الصينية، حكمت في مباريات مثل مباراة ربع النهائي بين كندا والبرازيل، وكذلك المباراة النهائية بين اليابان والبرازيل. وفي العام نفسه، بدأت البكار في تحكيم مباريات الشباب للرجال محليًا، بالإضافة إلى مباريات الكبار في دوري الدرجة الثانية والثالثة والرابعة.
في عام 2017، حكمت دموع البكار أيضًا مباراة ودية رجال بين فريقي الدوري اللبناني الممتاز الصفا وفريق التضامن صور، في ملعب الصفا في بيروت. وعن تجربتها في تحكيم مباراة بين ناديين من الدرجة الأولى للرجال، قالت إن «بعض اللاعبين فوجئوا بفكرة وجود امرأة تحكم المباراة وضحك البعض الآخر. لكن بالطبع بالمقابل تعاون آخرون. وقدموا لي كلمات التشجيع».
على المستوى الدولي، كانت حكماً في مباريات متعددة في بطولة آسيا تحت 16 سنة وتحت 19 سنة للسيدات 2019، وفي بطولة التصفيات الأولمبية للسيدات 2020. كما تشارك دموع البقار في بطولة اتحاد غرب آسيا لكرة القدم للسيدات 2019، بالإضافة إلى العديد من المسابقات المحلية والدولية الأخرى في البحرين والإمارات العربية المتحدة ولبنان والأردن. وكانت أحد حكمين لبنانيين أدارا النسخة الافتتاحية لبطولة اتحاد غرب آسيا لكرة القدم للأندية النسائية في 2019.

## الحياة الشخصية
دموع البقار حاصلة على درجة الماجستير في العلوم السياسية والإدارية من الجامعة اللبنانية، وتعمل مديرة الموارد البشرية في مسقط رأسها طرابلس.